# Jean Madeira
Jean Madeira (Jean Browning) mezzosoprano y contralto estadounidense (Centralia, Illinois; 14 de noviembre,1918 - Providence, RI, 10 de julio de 1972) 
Poseedora de una voz oscura y profunda se la identifica con personajes como Carmen (Bizet), Amneris (Aida) Orfeo, Dalila, Ulrica y la diosa Erda en El anillo del nibelungo de Wagner. 
Su mejor papel fue la reina Klytamnestra en Elektra de Richard Strauss que llevó al disco en dos oportunidades, con Karl Böhm y Dmitri Mitropoulos.
Su padre era mitad estadounidense y mitad indio, su madre le enseñó el piano e inicialmente fue concertista. En 1941 entró en la Juilliard School en clases de piano y canto, debutando como Nancy en la ópera Martha en 1943. Se casó con su compañero de clase Francis Madeira, luego director de la Filarmonica de Rhode Island.
En 1947 el compositor Gian Carlo Menotti la eligió para la gira europea de su ópera La médium. El año siguiente debutó en el Metropolitan Opera como la Primera Norna en El ocaso de los dioses. 
En 1954 debutó en Covent Garden, Estocolmo, Munich, Salzburgo y la Ópera Estatal de Viena como Carmen donde se consagró. El éxito se repitió en 1956 en el Metropolitan y Chicago. 
En 1958 debutó en el Teatro Colón de Buenos Aires como Carmen dirigida por Thomas Beecham, regresaría en 1966 como Klytamnestra.
Cantó Erda en Bayreuth, Londres y otras plazas europeas y en 1968 fue Circe en el estreno mundial de Ulisse de Luigi Dallapiccola en Berlín. 
Se retiró en 1971.

## Discografía de referencia
- Bizet: Carmen / Dervaux
- De Falla: El Amor Brujo / Van demorteel
- R. Strauss: Elektra / Böhm, 1960
- R. Strauss: Elektra / Mitropoulos, Salzburg, 1957
- Verdi: Aida / Kubelik, Rysanek, Viena 1956
- Wagner: Das Rheingold / Solti, Vienna Philharmonic
- Wagner: Der Ring des Nibelungen / Knappertsbusch, 1958 Bayreuth Festival